# Miron Szer
Miron Naumowicz Szer, ros. Мирон Наумович Шер, ang. Miron Sher (ur. 29 czerwca 1952 w Królewcu, zm. 21 sierpnia 2020 w Nowym Jorku) – rosyjski szachista i trener szachowy (FIDE Senior Trainer od 2009), reprezentant Stanów Zjednoczonych od 2001, arcymistrz od 1992 roku.

## Kariera szachowa
Kilkukrotnie startował w półfinałach indywidualnych mistrzostw Związku Radzieckiego. Sukcesy na arenie międzynarodowej zaczął odnosić pod koniec lat 80. XX wieku. W 1989 zajął III m. (za Jewgienijem Wasiukowem i Giennadijem Timoszczenko) w turnieju Elekes w Budapeszcie, w 1990 zwyciężył w Biełgorodzie, a w 1991 w tym samym mieście podzielił I miejsce (wspólnie z Igorem Nowikowem i Maksimem Sorokinem). W 1993 podzielił I m. w Farum (wspólnie z Larsem Bo Hansenem, Rajem Tischbierkiem, Henrikiem Danielsenem, Ralfem Akessonem i Nickiem de Firmianem), zajął III m. w Århus (za Margeirem Peturssonem i Jonny Hectorem), podzielił II m. w Ostrawie (za Wikrotem Bołoganem, wspólnie z Markiem Vokacem i Sarhanem Guliewem) oraz podzielił III m. w Dortmundzie (za Ralfem Lauem i Aleksandrem Oniszczukiem, wspólnie z m.in. Wołodymyrem Małaniukiem i Igorem Chenkinem). Na przełomie 1993 i 1994 odniósł kolejny sukces, samodzielnie zwyciężając w turnieju Challengers w Hastings, dzięki czemu w kolejnej edycji (1994/95) wystąpił w turnieju głównym (Hastings Premier), w którym zajął IV miejsce (za Thomasem Lutherem, Johnem Nunnem i Colinem McNabem). W 1994 podzielił I m. (wspólnie z Nikołajem Legkijem i Josephem Gallagherem) w Ticinie.
W kolejnych latach nie osiągnął już tak znaczących szachowych sukcesów, od czasu zmiany obywatelstwa w turniejach startując bardzo sporadycznie. W 2008 
podzielił II m. (za Michaiłem Ułybinem, wspólnie z m.in. Danielem Gormallym, Keithem Arkellem i Thomasem Pähtzem) w otwartych mistrzostwach Szwajcarii, rozegranych w Samnaun.
Najwyższy ranking w karierze osiągnął 1 lipca 1993, z wynikiem 2535 punktów dzielił wówczas 32-38. miejsce wśród rosyjskich szachistów.
Żoną Mirona Szera jest reprezentująca Stay Zjednoczone rosyjska arcymistrzyni Ałła Grinfeld.